# Stripperella
Stripperella, noto anche come Stan Lee's Stripperella, è una serie televisiva animata statunitense del 2003, creata da Stan Lee.
La protagonista è Erotica Jones, basata su Pamela Anderson, una donna che oltre a fare la spogliarellista come mestiere, è un agente segreto che si fa chiamare Stripperella.
La serie è stata trasmessa per la prima volta negli Stati Uniti su Spike TV dal 26 giugno 2003 al 1º aprile 2004, per un totale di 13 episodi ripartiti su una stagione. In Italia la serie è stata trasmessa su Fox dal 6 settembre 2004.

## Descrizione
Durante la brevissima serie molti personaggi cambiano drasticamente e senza motivo aspetto, accento (notabile soprattutto nel doppiaggio inglese) e personalità. Poco prima della metà della serie cambia addirittura lo stile grafico e il cartone declina in qualità e azzardi erotici, come se avessero voluto abbassare il target ad un pubblico meno adulto.
Un esempio evidente è Persephone, una compagna spogliarellista di Erotica, che cambia completamente aspetto. Nei primi episodi viene disegnata con dell'ombretto verde e gira spesso a seno scoperto, mentre nella seconda metà della serie sembra avere delle borse sotto gli occhi e porta una capigliatura molto più vistosa; nell'episodio 7 Persephone ha addirittura un accento spagnolo che non ha mostrato né mostrerà in altri episodi. Anche Kat, una collega di lavoro antagonista e avversaria della protagonista, dalla sua prima apparizione cambia look drasticamente, se infatti prima era bionda e con una carnagione abbronzata, nelle sue apparizioni successive ha i capelli castani, la pelle bianca cadaverica, un viso più magro e una voce più rauca. La stessa Erotica che spesso sedeva al bancone del club in intimo negli episodi più avanti indossa abiti più coprenti e quotidiani.
La versione trasmessa in Italia usa per tutto il tempo la sigla audio della seconda parte, come nei DVD usciti negli Stati Uniti. Nella versione originale per la televisione la sigla era cantata da Kid Rock, per questo motivo le immagini della prima sigla non sono coordinate con l'audio, si presenta una sigla dove Erotica balla su una musica lenta, senza seguire mai il ritmo.

## Episodi
| n° | Titolo originale                                 | Titolo italiano               | Prima TV USA     | Prima TV Italia   |
| -- | ------------------------------------------------ | ----------------------------- | ---------------- | ----------------- |
| 1  | Beauty and the Obese, Part 1                     | Modelle extra-large (Parte 1) | 26 giugno 2003   | 6 settembre 2004  |
| 2  | Beauty and the Obese, Part 2                     | Modelle extra-large (Parte 2) | 2 ottobre 2003   | 13 settembre 2004 |
| 3  | Crime Doesn't Pay...Seriously, It Really Doesn't | Il crimine non paga           | 3 luglio 2003    | 20 settembre 2004 |
| 4  | Everybody Loves Pushy                            | Imitazioni genetiche          | 10 luglio 2003   | 27 settembre 2004 |
| 5  | The Wrath of Klinko                              | Klinko                        | 17 luglio 2003   | 4 ottobre 2004    |
| 6  | You Only Lick Twice                              | Vendetta, tremenda vendetta   | 24 luglio 2003   | 11 ottobre 2004   |
| 7  | The Bridesmaid                                   | La damigella d'onore          | 12 febbraio 2004 | 18 ottobre 2004   |
| 8  | Evil Things Come in Small Packages               | Il raggio restrittore         | 19 febbraio 2004 | 25 ottobre 2004   |
| 9  | Eruption Junction, What's Your Function          | Eruzione vulcanica            | 26 febbraio 2004 | 1º novembre 2004  |
| 10 | The Evil Magicians                               | La spogliarellista dell'anno  | 4 marzo 2004     | 8 novembre 2004   |
| 11 | Cheapo by the Dozen                              | La banda dei falsari          | 11 marzo 2004    | 15 novembre 2004  |
| 12 | The Return of the Queen                          | Un'esca irresistibile         | 18 marzo 2004    | 22 novembre 2004  |
| 13 | The Curse of the WereBeaver                      | Il castoro mannaro            | 1º aprile 2004   | 29 novembre 2004  |

## Personaggi e doppiatori

### Personaggi principali
- Erotica "Stripperella" Jones, voce originale di Pamela Anderson, italiana di Mavi Felli.
- Kevin Calhoun, voce originale di Tom Kenny, italiana di Andrea Zalone.
- Leonard, voce originale di Maurice LaMarche.
- Perephone, voce originale di Sirena Irwin, italiana di Esther Ruggiero.
- Chief Stroganoff, voce originale di Maurice LaMarche, italiana di Riccardo Lombardo.

### Personaggi ricorrenti
- Giselle, voce originale di Jill Talley.
- Catt, voce originale di Joey Lauren Adams.
- Dirk McMahon, voce originale di Vince McMahon.
- Hal e Bernard, voci originali di Tom Kenny e Greg Proops.
- Agente Speciale 14, voce originale di Tom Kenny.
- Cheapo, voce originale di Maurice LaMarche
- Regina Clitoris, voce originale di Sirena Irwin.
- Skip Withers, voce originale di Tom Kenny.
- Margo Van Winkle, voce originale di Jill Talley.

## Fumetti
In origine c'era il progetto di pubblicare un albo promozionale di Stripperella pubblicato da Les Humanoïdes Associés (editore della rivista Métal Hurlant) da affiancare alla serie animata, ma le divergenze creative tra TNN/Spike TV e Pamela Anderson portarono all'annullamento dell'iniziativa prima della pubblicazione.

## Controversia legale
Nel 2003, l'ex-spogliarellista Janet Clover, conosciuta con i nomi d'arte di "Jazz" e "Stripperella", aprì una causa contro Viacom, Stan Lee e Pamela Anderson presso la corte di Daytona Beach in Florida. La donna sosteneva di essere la vera creatrice di Stripperella e che Lee le avesse rubato l'idea in occasione di una conversazione tenuta durante una lap-dance privata.
Clover si autorappresentò senza un difensore legale perché affermò di non potersi permettere i 6000 $ della parcella di un avvocato. La causa venne presentata a nome di un inesistente "Office of the Professional Nurse Advocate - Moral and Ethical Division" (Ministero degli avvocati d'ufficio - Divisione morale ed etica) perché – a detta della Clover – suonava molto più impressionante che se fosse stata presentata da una spogliarellista alle soglie del ritiro.
La causa attirò l'attenzione dei media locali, e la storia venne ripresa dall'agenzia di stampa Associated Press e dai media nazionali, fra cui People e Entertainment Weekly, sul quale gli avvocati civilisti di New York appresero del caso e conseguentemente offrirono i loro servizi. Clover abbandonò la causa prima che venisse istituito un processo, ma ne presentò un'altra, stavolta assistita da un legale, specificamente contro Lee.